# Richer Pérez

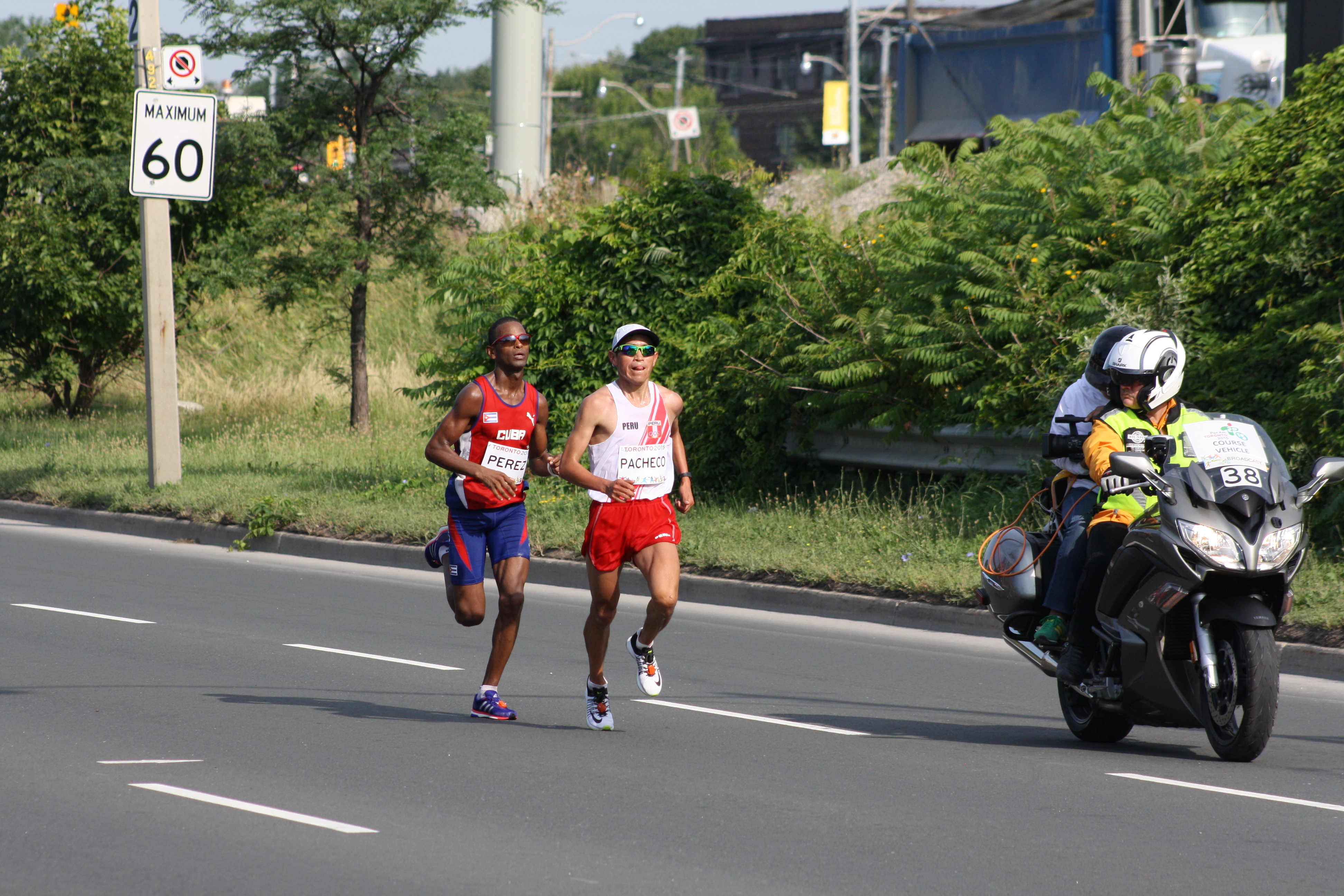
Richer Pérez (links) bei den Panamerikanischen Spielen 2015

Richer Pérez (Richer Pérez Cobas; * 20. Februar 1986) ist ein kubanischer Marathonläufer.
2011 gewann er den Halbmarathonbewerb der Marabana und den Panama-Stadt-Marathon.
2012, 2013 und 2014 verteidigte er seinen Titel bei der Marabana. Bei den Zentralamerika- und Karibikspielen 2014 siegte er auf der 42,195-km-Distanz.
2015 triumphierte er beim Marathon der Panamerikanischen Spiele in Toronto mit seiner persönlichen Bestzeit von 2:17:04 Stunden.
Bei den Olympischen Spielen 2016 in Rio de Janeiro belegte er im Marathon mit einer Zeit von 2:18:05 Stunden den 46. Platz.